# Stockelsdorfer Kirche

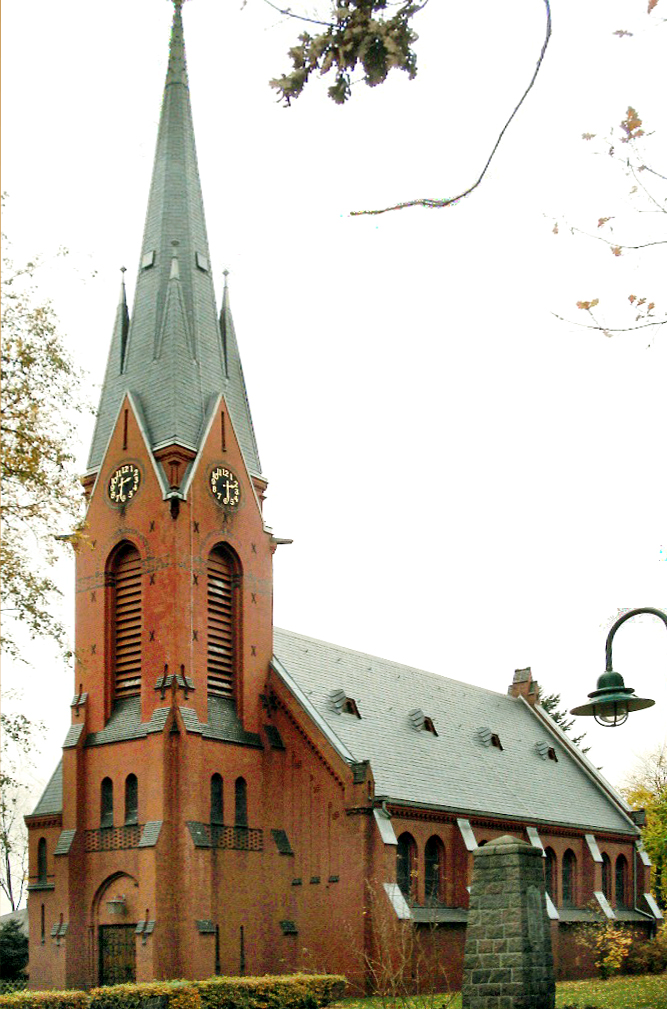
Die Stockelsdorfer Kirche

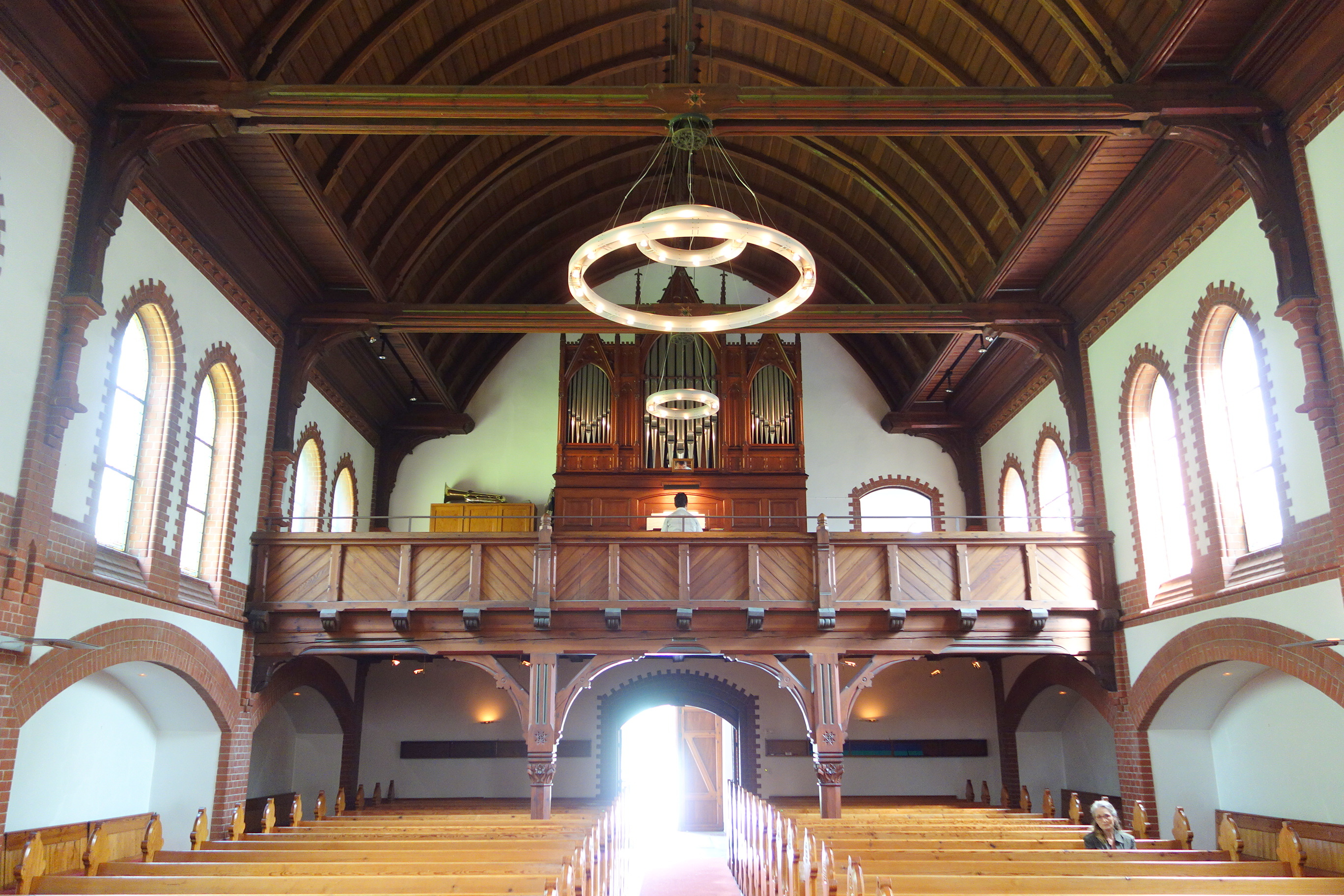
Blick auf die Orgelempore

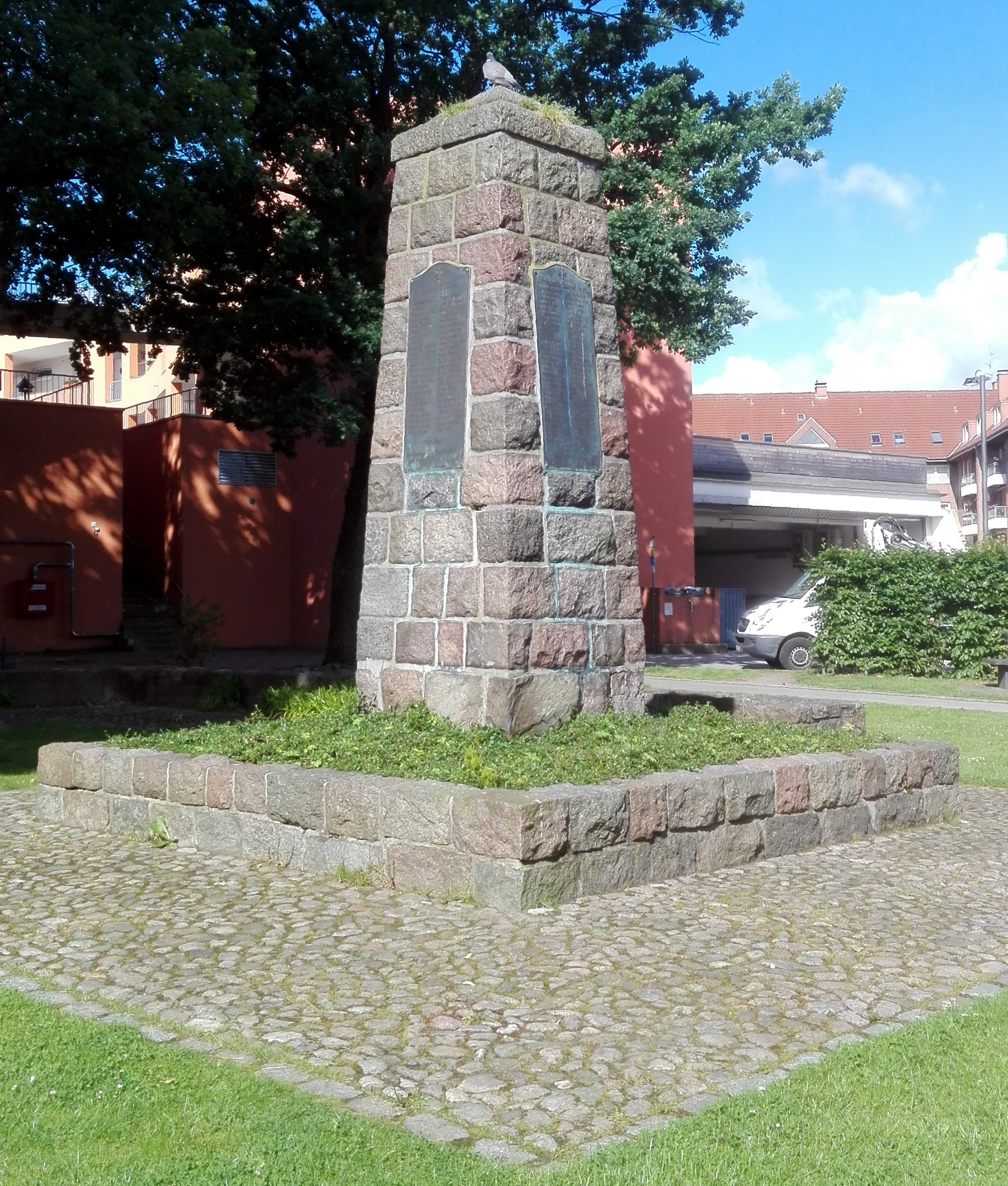
Kriegerehrenmal für die Gefallenen des Ersten Weltkriegs

Die Stockelsdorfer Kirche in Stockelsdorf im Kreis Ostholstein in Schleswig-Holstein ist eine evangelisch-lutherische Kirche. 
Sie wurde in den Jahren 1902/03 nach den Plänen des Architekten Hugo Groothoff im neugotischen Stil erbaut und am 15. März 1903 eingeweiht. Der Bau der Kirche war notwendig geworden, nachdem 1899 – bedingt durch das vorangegangene Wachstum der Bevölkerung im 19. Jahrhundert – die Kirchengemeinde Stockelsdorf (mit Stockelsdorf, Mori, Eckhorst, Groß Steinrade, Bargerbrück, Bohnrade) aus dem Kirchspiel Rensefeld abgetrennt wurde. Die Kirche wurde aus rotem Backstein errichtet, hat ein mit Schiefer gedecktes Satteldach und ist ca. 30 m lang, ca. 15 m breit und hat einen 40 m hohen Turm. Die Kirche verfügt über zwei Glocken, die 1918 von Schilling & Lattermann in Apolda gegossen wurden, sie haben die Schlagtöne a1 und c2. Die Vorgängerglocken wurden ebenfalls in Apolda gegossen, von Franz Schilling am 31. Oktober 1902, diese Glocken wurden 1917 für den Krieg eingeschmolzen. 
Die Kirche ist eines der beiden denkmalgeschützten Gebäude in Stockelsdorf. Sie wird durch die Ev.-Luth. Kirchengemeinde Stockelsdorf, die zum Kirchenkreis Ostholstein der Evangelisch-Lutherischen Kirche in Norddeutschland gehört, für Gottesdienste genutzt.